# Gauliga Württemberg 1935/36
De Gauliga Württemberg 1935/36 was het derde voetbalkampioenschap van de Gauliga Württemberg. Stuttgarter Kickers werd kampioen en plaatste zich voor de eindronde om de Duitse landstitel, waar de club in de groepsfase uitgeschakeld werd.

## Eindstand
| Plaats | Club                   | Wed. | W  | G | V  | Saldo | Ptn.  |
| ------ | ---------------------- | ---- | -- | - | -- | ----- | ----- |
| 1.     | Stuttgarter Kickers    | 18   | 11 | 5 | 2  | 51:23 | 27:90 |
| 2.     | Sportfreunde Stuttgart | 18   | 8  | 6 | 4  | 41:31 | 22:14 |
| 3.     | VfB Stuttgart (K)      | 18   | 8  | 5 | 5  | 48:33 | 21:15 |
| 4.     | 1. SSV Ulm             | 18   | 10 | 1 | 7  | 45:31 | 21:15 |
| 5.     | Stuttgarter SC         | 18   | 8  | 4 | 6  | 38:34 | 20:16 |
| 6.     | Sportfreunde Esslingen | 18   | 7  | 3 | 8  | 34:36 | 17:19 |
| 7.     | FV Zuffenhausen (N)    | 18   | 6  | 5 | 7  | 28:33 | 17:19 |
| 8.     | SpVgg Cannstatt (N)    | 18   | 6  | 5 | 7  | 24:35 | 17:19 |
| 9.     | FV Ulm 1894            | 18   | 7  | 1 | 10 | 25:44 | 15:21 |
| 10.    | SpVgg 1898 Feuerbach   | 18   | 0  | 3 | 15 | 19:53 | 03:33 |

|  | Kampioen, geplaatst voor nationale eindronde |
|  | Degradatie naar Bezirksliga                  |

## Promotie-eindronde
| Plaats | Club                  | Wed. | Saldo | Ptn.  |
| ------ | --------------------- | ---- | ----- | ----- |
| 1.     | FV Union 08 Böckingen | 10   | 41:12 | 20:0  |
| 2.     | SV Göppingen          | 10   | 31:22 | 13:7  |
| 3.     | VfR Gaisburg          | 10   | 18:15 | 10:10 |
| 4.     | FC 1919 Mengen        | 10   | 18:45 | 7:13  |
| 5.     | FV Nürtingen          | 10   | 22:26 | 5:15  |
| 6.     | SV Trossingen         | 10   | 9:19  | 5:15  |

|  | Promotie naar Gauliga Württemberg 1936/37 |